# Campeonato Mundial de Patinação Artística no Gelo de 1978
O Campeonato Mundial de Patinação Artística no Gelo de 1978 foi a sexagésima oitava edição do Campeonato Mundial de Patinação Artística no Gelo, um evento anual de patinação artística no gelo organizado pela União Internacional de Patinação (em inglês:  International Skating Union) onde os patinadores artísticos competem pelo título de campeão mundial. A competição foi disputada entre os dias 7 de março e 12 de março, na cidade de Ottawa, Ontário, Canadá.

## Eventos
- Individual masculino
- Individual feminino
- Duplas
- Dança no gelo

## Medalhistas
| Evento                        | Ouro                                                    | Prata                                              | Bronze                                         |
| Individual masculino detalhes | Charles Tickner · Estados Unidos                        | Jan Hoffmann · Alemanha Oriental                   | Robin Cousins · Reino Unido                    |
| Individual feminino detalhes  | Anett Pötzsch · Alemanha Oriental                       | Linda Fratianne · Estados Unidos                   | Susanna Driano · Itália                        |
| Duplas detalhes               | Irina Rodnina · Alexander Zaitsev · União Soviética     | Manuela Mager · Uwe Bewersdorf · Alemanha Oriental | Tai Babilonia · Randy Gardner · Estados Unidos |
| Dança no gelo detalhes        | Natalia Linichuk · Gennadi Karponosov · União Soviética | Irina Moiseeva · Andrei Minenkov · União Soviética | Krisztina Regőczy · András Sallay · Hungria    |

## Resultados

### Individual masculino
| Pos.              | Nome              | Nacionalidade      | Pontos |
| ----------------- | ----------------- | ------------------ | ------ |
| Medalha de ouro   | Charles Tickner   | Estados Unidos     | 17     |
| Medalha de prata  | Jan Hoffmann      | Alemanha Oriental  | 18     |
| Medalha de bronze | Robin Cousins     | Reino Unido        | 22     |
| 4                 | Vladimir Kovalev  | União Soviética    | 40     |
| 5                 | Igor Bobrin       | União Soviética    | 47     |
| 6                 | David Santee      | Estados Unidos     | 57     |
| 7                 | Fumio Igarashi    | Japão              | 56     |
| 8                 | Mitsuru Matsumura | Japão              | 83     |
| 9                 | Mario Liebers     | Alemanha Oriental  | 86     |
| 10                | Brian Pockar      | Canadá             | 86     |
| 11                | Scott Hamilton    | Estados Unidos     | 92     |
| 12                | Vern Taylor       | Canadá             | 105    |
| 13                | Konstantin Kokora | União Soviética    | 110    |
| 14                | Rudi Cerne        | Alemanha Ocidental | 127    |
| 15                | Gilles Beyer      | França             | 134    |
| 16                | Brian Meek        | Austrália          | 144    |
| 17                | Soo Bong Han      | Coreia do Sul      | 153    |

### Individual feminino
| Pos.              | Nome                      | Nacionalidade      | Pontos |
| ----------------- | ------------------------- | ------------------ | ------ |
| Medalha de ouro   | Anett Pötzsch             | Alemanha Oriental  | 11     |
| Medalha de prata  | Linda Fratianne           | Estados Unidos     | 16     |
| Medalha de bronze | Susanna Driano            | Itália             | 33     |
| 4                 | Dagmar Lurz               | Alemanha Ocidental | 45     |
| 5                 | Denise Biellmann          | Suíça              | 52     |
| 6                 | Elena Vodorezova          | União Soviética    | 50     |
| 7                 | Lisa-Marie Allen          | Estados Unidos     | 48     |
| 8                 | Emi Watanabe              | Japão              | 77     |
| 9                 | Priscilla Hill            | Estados Unidos     | 78     |
| 10                | Carola Weißenberg         | Alemanha Oriental  | 87     |
| 11                | Karena Richardson         | Canadá             | 103    |
| 12                | Heather Kemkaran          | Canadá             | 118    |
| 13                | Claudia Kristofics-Binder | Áustria            | 116    |
| 14                | Kristiina Wegelius        | Finlândia          | 119    |
| 15                | Natalia Strelkova         | União Soviética    | 132    |
| 16                | Danielle Rieder           | Suíça              | 141    |
| 17                | Cathie MacFarlane         | Canadá             | 159    |
| 18                | Astrid Jansen in de Wal   | Países Baixos      | 165    |
| 19                | Karin Riediger            | Alemanha Ocidental | 169    |
| 20                | Bodil Olsson              | Suécia             | 171    |
| 21                | Robyn Burley              | Austrália          | 190    |
| 22                | Young Soon Choo           | Coreia do Sul      | 198    |
| 23                | Katie Symmonds            | Nova Zelândia      | 206    |

### Duplas
| Pos.              | Nome                                 | Nacionalidade      | Pontos |
| ----------------- | ------------------------------------ | ------------------ | ------ |
| Medalha de ouro   | Irina Rodnina / Alexander Zaitsev    | União Soviética    | 9      |
| Medalha de prata  | Manuela Mager / Uwe Bewersdorf       | Alemanha Oriental  | 19     |
| Medalha de bronze | Tai Babilonia / Randy Gardner        | Estados Unidos     | 28     |
| 4                 | Marina Cherkasova / Sergei Shakhrai  | União Soviética    | 39     |
| 5                 | Sabine Baeß / Tassilo Thierbach      | Alemanha Oriental  | 46     |
| 6                 | Ingrid Spieglová / Alan Spiegl       | Tchecoslováquia    | 50     |
| 7                 | Marina Pestova / Stanislav Leonovich | União Soviética    | 65     |
| 8                 | Susanne Scheibe / Andreas Nischwitz  | Alemanha Ocidental | 71     |
| 9                 | Sheryl Franks / Michael Botticelli   | Estados Unidos     | 83     |
| 10                | Gail Hamula / Frank Sweiding         | Estados Unidos     | 85     |
| 11                | Lee-Ann Jackson / Paul Mills         | Canadá             | 105    |
| 12                | Sabine Fuchs / Xavier Videau         | França             | 108    |
| 13                | Gabrielle Beck / Jochen Stahl        | Alemanha Ocidental | 113    |
| 14                | Elizabeth Cain / Peter Cain          | Austrália          | 127    |
| 15                | Kyoko Hagiwara / Sumio Murata        | Japão              | 131    |
| WD                | Sherri Baier / Robin Cowan           | Canadá             | ─      |

### Dança no gelo
| Pos.              | Nome                                        | Nacionalidade      | Pontos |
| ----------------- | ------------------------------------------- | ------------------ | ------ |
| Medalha de ouro   | Natalia Linichuk / Gennadi Karponosov       | União Soviética    | 11     |
| Medalha de prata  | Irina Moiseeva / Andrei Minenkov            | União Soviética    | 16     |
| Medalha de bronze | Krisztina Regőczy / András Sallay           | Hungria            | 29     |
| 4                 | Janet Thompson / Warren Maxwell             | Reino Unido        | 35     |
| 5                 | Liana Řeháková / Stanislav Drastich         | Tchecoslováquia    | 49     |
| 6                 | Lorna Wighton / John Dowding                | Canadá             | 48     |
| 7                 | Marina Zoueva / Andrei Vitman               | União Soviética    | 69     |
| 8                 | Carol Fox / Richard Dalley                  | Estados Unidos     | 69     |
| 9                 | Stacey Smith / John Summers                 | Estados Unidos     | 82     |
| 10                | Susi Handschmann / Peter Handschmann        | Áustria            | 93     |
| 11                | Jayne Torvill / Christopher Dean            | Reino Unido        | 92     |
| 12                | Patricia Fletcher / Michael de la Penotiere | Canadá             | 113    |
| 13                | Stefania Bertele / Walter Cecconi           | Itália             | 114    |
| 14                | Henriette Fröschl / Christian Steiner       | Alemanha Ocidental | 124    |
| 15                | Muriel Boucher / Yves Malatier              | França             | 135    |
| 16                | Michiko Abe / Nozomu Sakai                  | Japão              | 144    |
| WD                | Kay Barsdell / Kenneth Foster               | Reino Unido        | ─      |

## Quadro de medalhas
| Ordem | País              | Medalha de ouro | Medalha de prata | Medalha de bronze |    | Ordem por total |
| ----- | ----------------- | --------------- | ---------------- | ----------------- | -- | --------------- |
| 1     | União Soviética   | 2               | 1                |                   | 3  | 1               |
| 2     | Alemanha Oriental | 1               | 2                |                   | 3  | 1               |
| 3     | Estados Unidos    | 1               | 1                | 1                 | 3  | 1               |
| 4     | Hungria           |                 |                  | 1                 | 1  | 4               |
| 4     | Itália            |                 |                  | 1                 | 1  | 4               |
| 4     | Reino Unido       |                 |                  | 1                 | 1  | 4               |
| TOTAL | TOTAL             | 4               | 4                | 4                 | 12 | —               |